# Gianni Quinto
Gianni Quinto (Andria, 25 dicembre 1982) è un regista, sceneggiatore e attore italiano.

## Biografia
Gianni nasce ad Andria, completa gli studi superiori e si trasferisce a Roma per poi laurearsi al DAMS.
Inizia come reporter e logger per il programma tv "La Talpa" su Italia1, edizione 2005. Successivamente cura la regia televisiva delle videolezioni dell’università telematica Uninettuno per il canale Sat nettuno, trasmesse anche su Rai2.
Ha recitato in piccoli ruoli nelle fiction “Tutti per Bruno” di Stefano Vicario, “I Cesaroni 4” di Francesco Pavolini.
È stato l’autore di Rodolfo Laganà per cui ha scritto la commedia musicale “Campo de’ Fiori” (2012) in prima nazionale al Teatro Sistina e il One man show “Nudo Proprietario”. Scrive commedie di satira sociale come “Claustrofobia – black comedy bancaria” (scritta dopo l’introduzione del decreto “Salva-Banche”) replicata per quattro anni di seguito, “Scusate l’attesa” (graffiante satira sulle donne lavoratrici in gravidanza), e “Meravigliosa-mente” tenero spaccato di una famiglia alle prese con la scoperta del morbo dell’Alzheimer del capofamiglia, “Bastarde senza gloria” (commedia sul mondo del lavoro).
Ha diretto il cortometraggio “Mostro” finalista a Rai Sorrisi Cinema 2021 e ha scritto e diretto la campagna pubblicitaria per “Orsolini” in onda su Mediaset nella stagione 2022/2023, interpretata da Maurizio Battista.
È lo sceneggiatore del cortometraggio “Bob and Weave” regia di Adelmo Togliani, presentato all’Italian Pavillon alla 80esima mostra del cinema di Venezia.
Suo è il videoclip dell’Orchestraccia “Quello non era amore” del 2024.
Negli anni ha collaborato con Enzo Salvi, Gianfranco D’Angelo, Rodolfo Laganà, Gegia, Pippo Franco, Dado, Sergio Fiorentini, Alberto Farina, Milena Miconi Andrea Dianetti, Federico Perrotta, Alessandro Tirocchi e Maurizio Paniconi.
Dal 2021 è l’autore di Maurizio Battista, sia per il teatro che per il cinema.
Il suo primo lungometraggio è “Tu Quoque”, in uscita il 3 aprile nei cinema di tutta Italia.

## Filmografia

### Regista

#### Cinema
- Mostro - cortometraggio (2020)
- Chi la fa l’aspetti - cortometraggio regia di Fabrizio Fazio – aiuto regista (2021)
- Quattro misteri e un funerale, serie tv – regia di Federico Marsicano – aiuto regista (2021)
- Quello non era amore - videoclip (2024)
- Tu quoque – Lungometraggio (2025)

#### Televisione
- La talpa, reality show in onda su Italia1 – logger in Kenya (2005)

### Sceneggiatore

#### Cinema
- Tu quoque – Lungometraggio (2025)
- Bob & Weave - cortometraggio regia di Adelmo Togliani (2023)
- Ricomincio da zero - lungometraggio, diretto da Fabio Gravina (2018)

### Attore

#### Cinema
- Ciao ti cercavo - cortometraggio regia di Fabrizio Fazio (2022)

#### Televisione
- Tutti per Bruno - regia Francesco Pavolini (2011)
- I Cesaroni 5 - regia di Stefano Vicario (2010)

## Teatro

### Regista
- Tutti giù per terra - teatro Anfitrione e tournée (2023)
- Gatta ci covid -Teatro degli Audaci (2020)
- Claustrofobia - Teatro Trastevere (2019)
- Scusate l’attesa - Teatro Don bosco (Terni) e tournée; (2018)
- Nudo proprietario, - one man show con Rodolfo Laganà Teatro Ghione e tournée (2016)
- Il piccolo principe - Teatro dell’Angelo, Roma e tournée; (2012)
- Dietro la porta - all’interno del Festival Castel dei Mondi e tournée (2011/2016)
- 'Na storia de Borgata - commedia in romanesco, Teatro Sette (2009/2011)

### Autore
- MB SHOW - one man show con Maurizio Battista, stagione 2024/25;
- Non c’è due senza me - regia Marco Simeoli, stagione 2024/25;
- Qualcosa non mi quadra - show con Maurizio Battista, stagione 2023/24;
- Quasi quasi ci ripenso - regia Andrea Palotto, stagione 2023/24;
- Ai miei tempi non era così - show con Maurizio Battista, stagione 2022/23;
- Nato il 29 giugno - show con Maurizio Battista, 2022;
- Bastarde senza gloria - regia di Siddharta Prestinari, stagioni 2022/22 – 2023/24 – 2024/25;
- Tutti contro tutti show - con Maurizio Battista, stagioni 2021/22 – 2022/23;
- Morta zia la casa è mia - regia Marco Simeoli, Teatro De’ Servi stagione 2018/19;
- Claustrofobia - regia Alberto Ferrari, Teatro Sette/ Teatro de’ Servi stagioni 2015/2016/17;
- Nudo proprietario - one man show con Rodolfo Laganà, stagione 2014/2016;
- Diavoli in cucina - commedia con Tirocchi & Paniconi, regia Massimo Natale, Stagione 2014/2015;
- Tutto dipende da me - diretto da Paola Tiziana Cruciani, teatro Piccolo Eliseo di Roma, stagione 2013/2014;
- Campo de’ Fiori - commedia musicale in scena al Teatro Sistina di Roma, stagione 2012/2013;
- Gli ultimi tre giorni di pace - tragicommedia musicale, regia Marco Simeoli, Teatro dell’Orologio di Roma, stagione 2011/2012;
- Evil Bar - commedia musicale tutta al femminile diretta da Massimo Natale, Teatro Golden di Roma, stagione 2011/2012;
- Non c’è tre senza due - diretto da Pietro De Silva, Teatro dell’Orologio, stagione 2010/2011;
- Titolo... da definire - diretto da Marco Simeoli, teatro Sette Roma, stagione 2010/2011;
- C'era una volta - diretto da Davide Vincioni, Teatro Lo Scalo di Roma, stagione 2009/2010;
- 'Na storia de Borgata - commedia in romanesco, Luglio 2010 (Estate Romana); Settembre 2010 (Notte bianca romana); Dicembre 2009 (Teatro Sette di Roma); Novembre 2008 (teatro Agorà di Roma);

### Attore
- O ‘Scarfalietto - di Eduardo Scarpetta, regia di Fabio Gravina (2023/2024)
- Il medico dei Pazzi -di Eduardo Scarpetta, regia di Fabio Gravina (2022)
- La fortuna con l’effe maiuscola - di A. Curcio e E. De Filippo, regia di Fabio Gravina (2022)
- Brancaleone e la sua armata - scritto e diretto da Pippo Franco, Salone Margherita e tournée (2017/2018)
- Melodie romane - presso il giardino degli aranci, con Palo Gatti (2013)
- L’invenzione del nemico - performance in inglese di Tonino Tosto, presso Teatre J e Sinagoga di Washington, regia di Edward Gero (2013)
- Campo de’ Fiori – commedia musicale in programmazione presso il Teatro Sistina di Roma nella stagione 2012/2013, con Rodolfo Laganà e Milena Miconi, diretto da Pino Quartullo (2012/2013)
- Gli ultimi tre giorni di pace - commedia musicale in programmazione per due stagioni presso il Teatro dell’orologio di Roma, con Miranda Martino, regia Marco Simeoli (2012/2013)
- Avanzi di balera - scritto e diretto da Paola Tiziana Cruciani, con i Pandemonium (2011)
- Travolti da un’insolita famiglia - regia Massimo Milazzo, con Giorgio Lopez e Miranda Martino (2011)
- In un vecchio palco della scala - regia di Pippo Franco, con i Pandemonium (2010)
- Nell’anno del Signore - di Luigi Magni, con Sergio Fiorentini, regia Antonello Avallone (2010)
- In nome del Papa re - di Luigi Magni, con Sergio Fiorentini, regia Antonello Avallone (2010)
- Il gobbo delle nostre dame - regia Pippo Franco, con i Pandemonium (2009)
- Le memorie di un impresario - di e con Carlo Molfese e Anna Campori, regia Marco Simeoli – Teatro dell’Angelo (2009)
- Molto rumore per nulla di W. Shakespeare - regia di Melissa Regolanti, Anzio/Nettuno (2009)
- Fratelli d’Italia - di Claudio Pallottini, con Enzo Salvi, regia di Marco Simeoli, Teatro Parioli Roma – Attore e aiuto regia (2008)